# Legnaro
Legnaro est une commune italienne de la province de Padoue, dans la région Vénétie.

## Administration
| Période                                  | Période | Identité | Étiquette | Qualité |
| ---------------------------------------- | ------- | -------- | --------- | ------- |
|                                          |         |          |           |         |
| Les données manquantes sont à compléter. |         |          |           |         |

### Hameaux
Casone, Volparo.

### Communes limitrophes
Brugine, Padoue, Polverara, Ponte San Nicolò, Sant'Angelo di Piove di Sacco, Saonara.